# Francesco Maria Sauli

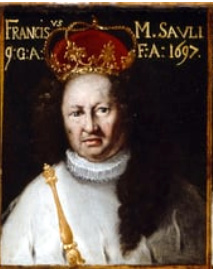
Doge Francesco Maria Sauli

Francesco Maria Sauli (* 1620 in Genua; † 26. Mai 1699 ebendort) war der 134. Doge der Republik Genua und König von Korsika.

## Leben

Wappen der Familie Sauli

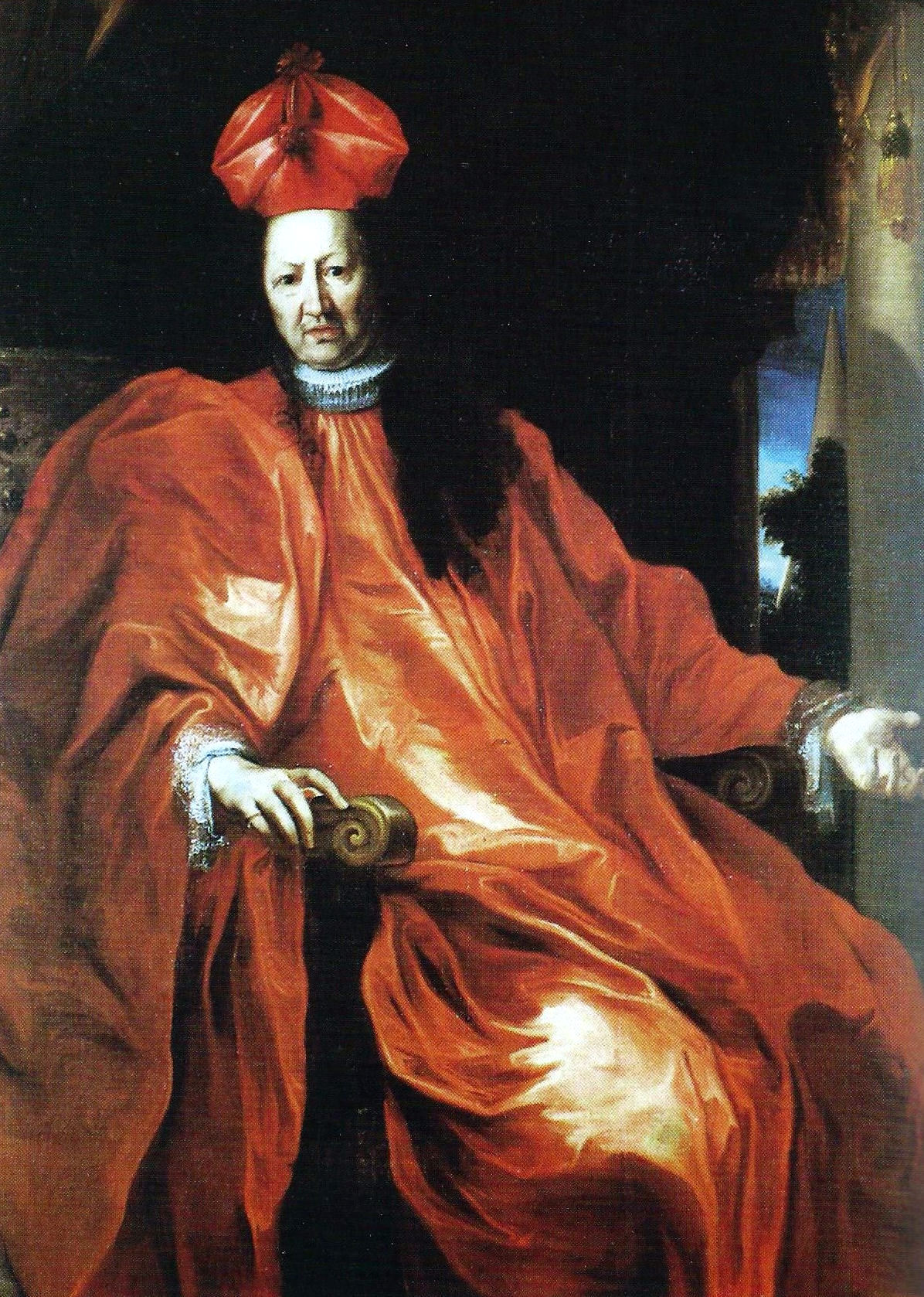
Gemälde von Francesco Maria Sauli

Er wurde um 1620 als Enkel des ehemaligen Dogen Lorenzo Sauli (zwei Jahre 1599–1601) und Cousin dritten Grades des Heiligen Alexander Sauli in Genua geboren. Mit Erreichen der Volljährigkeit nahm er am öffentlichen und staatlichen Leben der Republik Genua teil, wo er in verschiedenen Ämtern Arbeit und Verantwortung fand. Im Alter von 45 Jahren wurde er als Sonderbotschafter nach Wien gesandt, um mit dem Kaiser über die Erbfolge der Marchesat Fosdinovo in der Lunigiana zu verhandeln und den Herrscher zu bewegen, sich für die Heiligsprechung von Caterina Fieschi Adorno einzusetzen.
Nach seiner Rückkehr in die republikanische Hauptstadt bemühte er sich, wie andere Mitglieder des genuesischen Adels, um eine Vermittlung mit dem Frankreich Ludwigs XIV., die 1684 in der französischen Bombardierung Genuas gipfelte. Im Jahr 1691 wird Sauli in den Annali genovesi (Annalen von Genua) als einer der Vertreter erwähnt, die Gian Gastone de’ Medici, den Bruder des Thronfolgers des Großherzogtums Toskana, Ferdinando, in Genua empfingen.
Nach weiteren öffentlichen Ämtern wurde Francesco Maria Sauli am 19. September 1697 im Alter von 77 Jahren zum neuen Dogen von Genua gewählt: der 89. in zweijähriger Folge und der 134. in der Geschichte der Republik. Mit dem Amt des Dogen wurde ihm auch das zweijährige Amt des Königs von Korsika übertragen.
Seine zweijährige Amtszeit stand vor allem im Zeichen der öffentlichen Ordnung. Zu den von Doge Sauli unterzeichneten Maßnahmen gehört auch die neue Verordnung über den Gebrauch von Waffen.
Sein plötzlicher Tod am 26. Mai 1699 verkürzte das natürliche Ende seiner Dogenamtes um etwa drei Monate. Er starb in Genua und wurde in der Basilica di Santa Maria Assunta in Carignano beigesetzt.